# Colin Greenall
Colin Greenall, angleški nogometaš in trener, * 30. december 1963, Billinge, Lancashire, Anglija, Združeno kraljestvo.
Greenall je v svoji aktivni nogometni karieri (med 1981 in 1999) igral za: Blackpool, Gillingham, Oxford United, Bury, Preston North End, Chester City, Lincoln City in Wigan Athletic.
Leta 2001 je bil trener Wigan Athletica.